# Szmagi Guliaszwili
Szmagi Guliaszwili (gruz. შმაგი გულიაშვილი; ur. 27 sierpnia 1983) – gruziński zapaśnik walczący w stylu klasycznym. Zajął osiemnaste miejsce na mistrzostwach Europy w 2008. Czwarty w Pucharze Świata w 2008 roku.